# Српски национални савјет Црне Горе
Српски национални савјет Црне Горе (СНСЦГ) је посебна аутономна, односно кровна организација електорског типа, која се залаже за остваривање уставних и законских права српског народа у Црној Гори. Први сазив СНСЦГ конституисан је 2008. године, на основу Закона о мањинским правима и слободама. Председник СНСЦГ је Момчило Вуксановић.

## Историја
Питање о оснивању Српског националног савјета Црне Горе покренуто је након проглашења независности (2006), када се српски народ у Црној Гори суочио са потребом дефинисања свог националног статуса. То питање је ескалирао током 2007. године, у вријеме политичких преговора о новим уставним рјешењима. Током преговора, српске и просрпске странке у Црној Гори инсистирале су на рјешењима која су подразумевала признавање пуне равноправност српског народа и српског језика у тој држави. На другој страни, режимске странке су под видом залагања за "грађански" концепт покушавале да наметну рјешења која су фаворизовала црногорски народ и црногорски језик. Иако нису имале неопходну двотрећинску већину, режимске странке су на крају успјеле да озваниче своје ставове, захваљујући преласку опозиционог Покрета за промјене (ПЗП) на страну режима, чиме је била обезбеђена двотрећинска већина за усвајање уставних рјешења којима је српском народу ускраћено признавање конститутивности, док је српском језику одузет дотадашњи статус службеног језика. Такав исход, који је озваничен усвајањем новог Устава Црне Горе од 22. октобра 2007. године, био је сасвим неочекиван за већину српских и просрпских странака, које су дуго вјеровале да ће ПЗП, као странка за коју је гласао и знатан дио српских бирача, истрајати на заједничкој опозиционој платформи, тако да је накнадни прелазак ПЗП на страну режима схваћен не само као непријатељски чин према српском народу, већ и као опомена српским гласачима да убудуће не гласају за странке без јасног српског обележја у називу.
Након доношења поменути уставних рјешења, пред српске политичке и остале друштвене чиниоце у Црној Гори поставио се низ статусних питања, која су проистицала из различитих тумачења појединих чланова Устава Црне Горе и Закона о мањинским правима и слободама. Тим поводом су настале двије опције, од којих је прва подразумевала наставак борбе за добијање статуса конститутивног народа уз одбијање свих рјешења која су српски народ у Црној Гори сводила на статус националне мањине, док је друга опција такође подразумевала наставак борбе за конститутивност, али уз тактичко прихватање појединих уставних и законских рјешења која су у практичном смислу мога бити корисна за будуће остваривање стратешких националних циљева. Расправе о овим питањима довеле су озбиљних спорова међу првацима српског народа, што је резултирало подјелом на две супротстављене струје. Многе српске политичке организације у Црној Гори изјасниле су се против свих рјешења која су подразумјевала непосредно или посредно прихватање статуса националне мањине, определивши се за наставак борбе за признавање државотворности, односно конститутивности српског народа у Црној Гори. Насупрот томе, други део српске политичке јавности се определио за прагматичан приступ у виду прихватања појединих уставних и законских решења, која су пружала могућност за формирање кровне српске националне организације у Црној Гори.

### Први сазив
Према Закону о мањинским правима и слободама, мањинским народима је било омогућено да по електорском систему самостално бирају своја представничка тијела, односно савјете мањинских народа. Стога је 2008. године покренута иницијатива за оснивање посебног савјета који би представљао српски народ у Црној Гори. Ова иницијатива је била праћена новим споровима и подјелама у српској јавности, не само у Црној Гори већ и изван ње, пошто је тај чин у знатном делу јавности био доживљаван као одустајање од борбе за признавање конститутивности српског народа. Упркос знатним тешкоћама, део српских политичких и друштвених организација у Црној Гори спровео је поменуту иницијативу, тако да је крајем 2008. године дошло до конституисања првог сазива Српског националног савјета Црне Горе. За првог председника СНСЦГ изабран је Момчило Вуксановић, док су за потпредседнике су изабрани: Млађен Мићовић, Војин Грубач и Видосава Остојић, а усвојена је и "Декларација Српског националног савјета" у којој је указано на кључне проблеме са којима се суочава српски народ у Црној Гори.
Као додатни повод за отпор појединих српских организација према СНСЦГ послужила је и одлука Момчила Вуксановића да поред функције предсједника СНСЦГ, која је захтјевала пуну посвећеност и страначку неутралност, настави са учешћем у креирању међустраначких односа. Вуксановић је од раније био на челу НВО под називом Српско народно вијеће Црне Горе (СНВЦГ), што није било спорно, али та организација је још од 2006. године била чланица политичке коалиције под називом Српска листа, чијем је посланичком клубу у Скупштини Црне Горе припадао и Вуксановић. Умјесто заузимања неутралног става према споровима који су вођени између српских странака, Вуксановић се крајем 2008. године, управо у вријеме избора на функцију предсједнка СНСЦГ, отворено сврстао уз једну од сукобљених српских групација. Његова НВО (Српско народно вијеће Црне Горе) је након распада Српске листе активно учествовала у стварању нове политичке коалиције под називом Српска национална листа (2009), а сам Вуксановић је пристао да буде носилац коалиционе изборне листе. Таквим политичким ангажовањем, у питање је била доведена Вуксановићева неутралност, која је у тадашњим сложеним околностима била неопходна за успостављање повјерења, спречавање даљих подјела и успјешно обављање функције предсједника СНСЦГ. Тек након изборног неуспјеха Српске националне листе на скупштинским изборима који су одржани у марту 2009. године, Вуксановић је покушао да ограничи своју дјелатност на вођење СНСЦГ, али тада је већ било касно за обнову повјерења, тако да су противници стварања СНСЦГ наставили да користе Вуксановићев политички ангажман као додатни изговор за одбијање сваке сарадње са СНСЦГ.
Током првих година, рад СНСЦГ се одвијао у отежаним околностима, под сенком дотадашњих спорова и подјела међу српским првацима, што је довело до озбиљних посљедица по остваривање српских националних интереса у Црној Гори. Тек након новог пописа становништва (2011), чији су резултати у широј српској јавности били схваћени као озбиљна опомена, политички и остали прваци српског народа у Црној Гори су почели да увиђају погубност даљих подјела, након чега је дошло до првих покушаја приближавања и обнове програмског и акционог заједништва. Међутим, сви напори у том циљу су пропали током 2012. године. На једној страни, Момчило Вуксановић се као предсједник СНСЦГ поново умјешао у међустраначке односе, а затим се преко своје НВО СНВЦГ укључио у стварање коалиције под називом Српски национални савез. На другој страни, највећа српска странка - Нова српска демократија (НСД), од које се очекивало да око себе окупи све српске и просрпске снаге у Црној Гори, одлучила је да уђе у коалицију са антисрпским чиниоцима (Покрет за промјене), што је довело до стварања Демократског фронта, на челу са Миодрагом Лекићем, етничким Црногорцем који се отворено противио повлачењу одлуке о признању Косова. Након уласка у коалицију са антисрпским чиниоцима, руководство НСД је повело нову кампању против Српског националног савјета, усљед чега је током 2013. године дошло је до новог заоштравања и сукобљавања.

### Други сазив
Подјеле и сукоби су ескалирали током прољећа 2013. године, у вријеме припрема за избор нове електорске скупштине СНСЦГ. Иако се залагало за укидање СНСЦГ, руководство Нове српске демократије је на опште изненађење јавности одлучило да се укључи у рад Српског националног савјета, и то преко својих функционера који су као посланици у Скупштини Црне Горе имали законско право да по аутоматизму постану чланови СНСЦГ. Овај неочекивани политички маневар НДС изазвао је бројна реаговања у јавности, на шта се потом надовезао и низ нових спорова и јавних полемика које су вођене поводом утврђивања листе електора за предстојећу скупштину СНСЦГ.
До коначне ескалације сукоба дошло је средином јула 2013. године, у вријеме сазивања електорске скупштне. Под утицајем НСД, која током изборног процеса није успјела да обезбједи електорску већину, трећина верификованих електора је одлучила да не присуствује изборној скупштини, одржаној 17. јула у Подгорици, на којој је упркос томе извршен избор другог сазива СНСЦГ.
Надлежне државне установе су покушале да искористе изостанак трећине електора за формалну делегитимизацију новоизабраног сазива Српског националног савјета, који стога није могао бити конституисан, усљед чега је и сам опстанак СНСЦГ био доведен у питање. Рад СНСЦГ је деблокиран тек након додатних заплета и судског процеса који је поведен пред Управним судом Црне Горе, а потом се почетком 2014. године стигло и до Уставног суда Црне Горе, који је у коначној инстанци потврдио легитимност СНСЦГ.
Тек након окончања поменутог судског поступка, сазвана је и конститутивна сједница СНСЦГ, која је одржана 18. фебруара 2014. године у Подгорици, а на којој је за предсједника СНСЦГ поново изабран Момлило Вуксановић. У првој фази поменутог сукоба, када се током 2013. године чинило да ће СНСЦГ бити угашен, функционери НСД су се у више наврата јавно хвалили да је управо НСД успјела да угаси СНСЦГ, што је допринело додатном распиривању међусобних сукоба, који су настављени и током наредних година, уз изношење тешких оптужби.
У јесен 2014. године, предсједник СНСЦГ Момчило Вуксановић се преко своје НВО СНВЦГ укључио у стварање асоцијације под називом Српска иницијатива, којој су припадале и поједине мање странке српског и просрпског усмјерења, што је од стране Нове српске демократије схваћено као Вуксановићево поновно напуштање неутралне позиције и сврставање уз једну политичку групацију, након чега је дошло до нових критика и јавних полемика, које су биле непосредно усмјерене према Вуксановићу, а преко њега и према СНСЦГ.

### Трећи сазив
Почетком 2018. године на трећој електорској скупштини у Подгорици конституисан је нови сазив Српског националног савјета, а потом је за предсједника СНСЦГ поново изабран Момчило Вуксановић. У конституисању трећег сазива СНСЦГ по први пут су учествовали и представници највеће српске странке - Нове српске демократије, која се током претходних десет година противила и самом постојању Српског националног савјета, тако да је улазак НСД у СНСЦГ схваћен као значајан заокрет у политици те странке према рјешавању српског питања у Црној Гори.
Недуго потом, СНСЦГ је покренуо иницијативу за расписивање референдума о поништавању спорне одлуке из 2008. године којом је тадашња Влада Црне Горе признала једнострано проглашену независност Косова.

## Награде и признања
- Орден Карађорђеве звезде другог степена (15. фебруар 2021).[40]